# Intensidade (transferência de calor)
No campo da transferência de calor, intensidade de radiação {\displaystyle I} é a medida da distribuição de fluxo de calor radiante por unidade de área e ângulo sólido, em uma direção em particular, definida de acordo a 
{\displaystyle dq=I\,d\omega \,\cos \theta \,dA}
onde
- {\displaystyle dA} é a área da fonte infinitesimal
- {\displaystyle dq} é a transferência de calor saindo da área {\displaystyle dA}
- {\displaystyle d\omega } é o ângulo sólido subentendido pela área de 'alvo' (ou 'abertura') infinitesimal {\displaystyle dA_{a}}
- {\displaystyle \theta } é o ângulo entre o vetor normal da área da fonte e a linha de vista entre as áreas fonte e alvo.

Unidades típicas da intensidade são W·m-2·sr-1.
Intensidade pode algumas vezes ser chamada radiança, especialmente em outros campos de estudo.
O poder emissivo de uma superfície pode ser determinado por integração da intensidade da radiação emitida ao longo de um hemisfério em torno da superfície:
{\displaystyle q=\int _{\phi =0}^{2\pi }\int _{\theta =0}^{\pi /2}I\cos \theta \sin \theta d\theta d\phi }
Para emissores difusos, a intensidade da radiação emitida é a mesma em todas as direções, com o resultado que
{\displaystyle E=\pi I}
O fator {\displaystyle \pi } (que realmente deve ter as unidades de esferorradianos) é resultado do fato de que a intensidade é definida para excluir o efeito do fator de vista reduzido em grandes valores {\displaystyle \theta }; note-se que o ângulo sólido que corresponde a um hemisfério é igual a {\displaystyle 2\pi } esferorradianos.
Intensidade espectral {\displaystyle I_{\lambda }} é a medição da intensidade espectral correspondente; em outras palavras, a intensidade como uma função do comprimento de onda.